# 6231 Hundertwasser
6231 Hundertwasser è un asteroide della fascia principale. Scoperto nel 1985, presenta un'orbita caratterizzata da un semiasse maggiore pari a 2,4747893 UA e da un'eccentricità di 0,1399242, inclinata di 9,41193° rispetto all'eclittica.